# Театр Жора

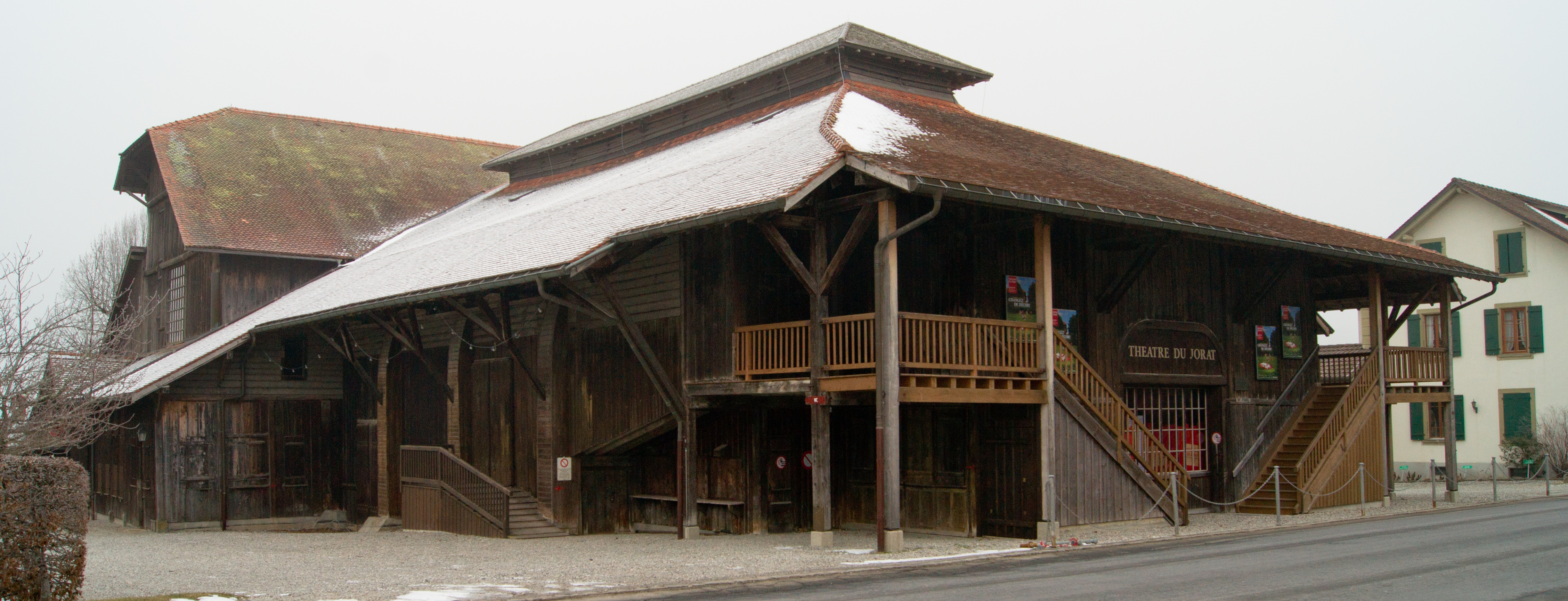
Театр Жора зимой

Театр Жора́ (фр. Thêatre du Jorat) — швейцарский театр, расположенный в городке Мезьер в регионе Жора, в 15 километрах от Лозанны. Основан в 1908 г. братьями Рене и Жаном Мораксами. С 2013 г. находится в совместном управлении администрации Мезьера и администрации кантона Во. Здание театра, ранее использовавшееся как трамвайное депо, полностью деревянное и вмещает около тысячи зрителей.
Наиболее заметная страница в истории театра — премьера в 1921 г. драмы Рене Моракса «Царь Давид» с музыкой Артюра Онеггера, которую он затем переработал в одноимённую ораторию; в дальнейшем Моракс поставил здесь ещё несколько своих спектаклей с музыкой Онеггера или Франка Мартена. В 1994 г. на сцене театра в опере П. И. Чайковского «Евгений Онегин» состоялось последнее оперное выступление 92-летнего Юга Кюэно.